# Vestralp
Verstralp (en latin Verstralpus) est un roi alémanique du peuple des Bucinobantes, ayant vécu au IVe siècle.
L'historien romain Ammianus Marcellinus raconte que le César Julien enjamba en l'année 359 le Rhin pour Mogontiacum (Mayence) et avec le roi alaman Vestralp, Makrian, Hariobaud, Ur, Ursicinus et Vadomar conclut un traité de paix après la restitution de tous les prisonniers.